# Pholidoptera macedonica
Pholidoptera macedonica är en insektsart som beskrevs av Willy Adolf Theodor Ramme 1928. Pholidoptera macedonica ingår i släktet Pholidoptera och familjen vårtbitare.

## Underarter
Arten delas in i följande underarter:
- P. m. cavallae
- P. m. macedonica